# 28136 Chasegross
28136 Chasegross este un asteroid din centura principală de asteroizi.

## Descriere
28136 Chasegross este un asteroid din centura principală de asteroizi. A fost descoperit pe 26 septembrie 1998 la Socorro, New Mexico, în cadrul proiectului LINEAR. Asteroidul prezintă o orbită caracterizată de o semiaxă mare de 2,31 ua, o excentricitate de 0,07 și o înclinație de 5,9° în raport cu ecliptica.